# Der Gouverneur (Film)
Der Gouverneur (Alternativtitel: Die Fahne) ist ein deutsches Filmdrama in Schwarzweiß von Viktor Tourjansky aus dem Jahr 1939. Das Drehbuch verfassten Emil Burri und Peter Francke. Es beruht auf dem Schauspiel Die Fahne von Otto Emmerich Groh. In den Hauptrollen sind Willy Birgel, Brigitte Horney, Hannelore Schroth und Rolf Weih zu sehen. In Deutschland kam der Film das erste Mal am 23. April 1939 in Berlin ins Kino.

## Handlung
In einem imaginären skandinavischen Staat kauft ein ehrgeiziger Radikaler ein verschuldetes Landgut, um als dort Ansässiger Abgeordneter im Parlament werden zu können, was ihm schließlich auch gelingt. Rettung in den Parteiwirren ist die Militärdiktatur unter dem entschlossenen Gouverneur General Werkonen. Der neue Abgeordnete sorgt dafür, dass auf diesen ein Attentat verübt wird. Bei dessen Ausführung wird jedoch der General nur leicht verletzt. Der gedungene Attentäter fühlt sich nun von seinem Auftraggeber im Stich gelassen und rächt sich mit dessen Ermordung.
Der Mordverdacht fällt auf den jungen Gardeoffizier Leutnant Robert Runeberg, den Sohn des früheren Gutsbesitzers, der wegen angeblicher Wechselfälschungen seines Vaters wohl ein Motiv gehabt hätte. Und eben jener Offizier kann mit seinem Alibi nicht herausrücken; denn besagtes Alibi ist eine zeitgleiche Unterredung mit seiner Jugendfreundin Maria, der jetzigen Gattin des Militärgouverneurs, und diese will er nicht kompromittieren. Während sich alle Beteiligten noch mit Gewissensfragen abquälen, der Gardeoffizier zur Pistole greifen und der Gouverneur zurücktreten will, stellt sich rechtzeitig der wahre Mörder. Damit ist aller Ehre und besonders die Ehre des Leibregiments gerettet.

## Produktionsnotizen
Die Dreharbeiten (Atelier in der UFA-Stadt Babelsberg und im UFA-Atelier in Berlin-Tempelhof) zu Der Gouverneur begannen am 18. Januar 1939 und wurden am Ende des darauffolgenden Monats abgeschlossen. Im März 1939 entstanden die Außenaufnahmen (in Ostpreußen und im Riesengebirge). Die Kosten beliefen sich auf rund 715.000 Reichsmark; damit war Der Gouverneur in der Herstellung ein vergleichsweise billiger Film. Die Filmbauten entwarf Max Mellin. Hans Tost hatte sowohl die Produktions- als auch die Herstellungsleitung. Für den Ton sorgte Gustav Bellers. Erich von Gomlicki war militärischer Berater.

## Kritiken
Der Evangelische Film-Beobachter hält nichts von dem Streifen: „Nach Entschärfung der seinerzeit deutlich antidemokratischen Nebentendenz blieb ein sentimentaler Schwulst, der einen überholten Ehrenkodex pathetisch demonstriert. Total überflüssig.“ Auch das Lexikon des internationalen Films gelangt zu keiner besseren Einschätzung: „Agenten, Offiziere, schöne Frauen, Liebes- und Ehrenhändel in einem abenteuerlichen Kolportagefilm mit NS-Tendenzen.“ Boguslaw Drewniak nannte bereits die literarische Vorlage einen "gesinnungsstarken Stoff" und befand, Der Gouverneur sei "ein politisch 'starker' Film".